# Uherčická louka
Uherčická louka je přírodní památka poblíž obce Uherčice v okrese Znojmo v nadmořské výšce 439–445 metrů. Důvodem ochrany jsou vlhké louky a mokřadní společenstva s výskytem zvláště chráněných druhů rostlin a živočichů.